# テレビ岩手ニュースアイ
『テレビ岩手ニュースアイ』（テレビいわてニュースアイ）は、テレビ岩手 (TVI) にて1985年9月30日から1988年4月1日まで放送された、4代目の夕方のローカルニュース番組である。尚、番組オープニング曲には、THE SQUARE（現・T-SQUARE）の「OMENS OF LOVE」が使用されていた。

## 放送時間
- 月曜日 - 金曜日 18:00 - 18:25 （JST、25分、1985年10月1日 - 1987年10月2日）
- 月曜日 - 金曜日 18:30 - 18:55 (JST、25分、1987年10月5日-1988年4月1日）

## キャスター
鈴木直志